# 三菱・2G2系エンジン
三菱・2G2系エンジンは三菱自動車工業によって製造されていた同社の軽自動車用、およびマツダ・ポーターキャブ（550ccモデル）用の水冷直列2気筒ガソリンエンジンの系列である。同社の軽自動車用の2G1系エンジンの4ストローク版にあたる。

## 概要
通称"バルカンエンジン(Vulcan Engine)"。バルブ駆動方式は全てSOHCを採用し、バルブ数は吸気1、排気1の気筒当たり2バルブを採用する。2G21の初期型（無印バルカン）を除き、全てサイレントシャフトを搭載する。当初はカムシャフトの駆動にタイミングチェーンが用いられていたが、後述する後期型のG23Bにおいてはタイミングベルトが用いられた。なお、シリーズ末期にはクラス初のターボ仕様や、同じくクラス初の空冷式インタークーラーターボ仕様も加わった。
後継は1987年から2013年まで生産されていた3G8系。

## バリエーション

### 2G21 （無印バルカン）
最初に登場したエンジンで、サイレントシャフトは未搭載。MCA(Mitsubishi Clean Air)システムを採用し排ガス規制をクリア。ツインキャブレターを搭載したスポーツシリーズエンジンも存在し、それまでの2G10エンジンに代わりミニカGS/GSLやミニカスキッパーIVに搭載された。
- 生産期間：1972年～1974年
- 排気量：0.36L(359cc)
- シリンダー数：2
- ボア×ストローク：62.0mm×59.6mm
- 最大出力：24 kW (32 PS) at 8,000 rpm(シングルキャブ) / 26 kW (36 PS) at 8,500 rpm(ツインキャブ)
- 最大トルク：3.0 kg·m (29.4 N·m) at 5,500 rpm(シングルキャブ) / 3.2 kg·m (31.4 N·m) at 6,500 rpm(ツインキャブ)
- 搭載車種
  - ミニカF4（A103A・前期型、1972-1974）
  - 三菱・ミニカスキッパーIV(1972-1974)

### 2G21 （バルカンS）
1974年末に登場。サイレントシャフトを初採用しMCA-IIシステムを採用。
- 生産期間：1974年～1976年
- 排気量：0.36L(359cc)
- シリンダー数：2
- ボア×ストローク：62.0mm×59.6mm
- 最大出力：22 kW (30 PS) at 6,000 rpm
- 最大トルク：
- 搭載車種：ミニカF4（A103A・後期型）

### 2G22（ニューバルカンS）
軽自動車規格の排気量拡大に伴い1976年に登場。但し、本エンジンは1976年の規定改正に正規の550ccエンジンの開発が間に合わなかったことに伴う暫定的な排気量であり、翌1977年には550ccへと更に拡大が行われた為、他社の500ccエンジン同様現存数は少ない。なお、ミニキャブにはこのエンジンから搭載が始まった。補機類は2G21に準ずる。
- 生産期間：1976年～1977年
- 排気量：0.47L(471cc)
- シリンダー数：2
- ボア×ストローク：65.0mm×71.0mm
- 最大出力：22 kW (30 PS) at 6,500 rpm(ミニカ5) / 21 kW (28 PS)(ミニカ5バン、ミニキャブ5)
- 最大トルク：3.7 kg·m (36.3 N·m) at 4,000 rpm(ミニカ5)
- 搭載車種
  - ミニカ5（A104A、1976.05-1977.06）
  - ミニカ5 バン（1976.05-1977.03）
  - ミニキャブ5（L012P／PV、1976.04-1977.03）

### 2G23（ニューバルカンS）
1977年、前年の軽自動車規格改正による排気量に完全適合する形で登場。補機類は2G22に準ずるが、中途のモデルから三元触媒が用いられた。
- 生産期間：1977年～1984年
- 排気量：0.55L(546cc)
- シリンダー数：2
- ボア×ストローク：70.0mm×71.0mm
- 最大出力：23 kW (31 PS) at 5,500 rpm / 22 kW (29 PS) at 5,500 rpm(三元触媒付き)
- 最大トルク：4.2 kg·m (41.2 N·m) at 3,000 rpm / 4.1 kg·m (40.2 N·m) at 3,000 rpm(三元触媒付き)
- 搭載車種
  - ミニカアミ55/アミL/エコノ（A105A）(06.1977-1978)
  - ミニカ55バン(03.1977-1978)
  - ミニキャブ・ワイド55（L013P／PV）(1977-1978)
  - Mitsubishi L100(輸出仕様 1977-1980)
  - マツダ・ニューポーターキャブ(1977-1983)

### G23B（バルカンⅡ・タイミングチェーン仕様）
基本設計は2G23と同じであるが、燃焼室にMCA-JETバルブが採用され、三元触媒が標準装着となった。1983年には初のターボエンジンが登場する。
- 生産期間：1978年～1985年
- 排気量：0.55L(546cc)
- シリンダー数：2
- ボア×ストローク：70.0mm×71.0mm
- 最大出力：23 kW (31 PS) at 5,500 rpm
- 最大トルク：42 Nm at 3,500 rpm
- 搭載車種
  - ミニカアミ55（A106A）(1978-02.1984)
  - ミニカ55バン(1978-09.1981)
  - ミニキャブ・ワイド55（L015P／PV）(1978-1981)
  - ミニキャブ（L015P／PV、L015G／GV）(1981-1984)
  - マツダ・ニューポーターキャブ(1983-1985)

#### G23BT（ターボエンジン)
1983年3月、4代目ミニカのモデル末期に登場。所謂キャブターボである。タイミングチェーン仕様をベースに製造された。
- 最大出力：29 kW (39 PS) at 5,500 rpm
- 最大トルク：54 Nm(5.5kg.m) at 3,500 rpm
- 搭載車種：ミニカ／ミニカエコノ(03.1983-02.1984)

### G23B（バルカンⅡ・タイミングベルト仕様）
1984年登場の最後の2G2系エンジン。インタークーラーターボ仕様なども登場し、1987年の3G81型登場後もマツダには1988年12月頃まで製造、および供給が続けられた。
- 生産期間：1984年～1988年
- 排気量：0.55L(546cc)
- シリンダー数：2
- ボア×ストローク：70.0mm×71.0mm
- 最大出力：23 kW (31 PS) at 6,000 rpm(ミニカエコノ、ミニキャブ) / 24 kW (33 PS) at 6,000 rpm(ミニカ)
- 最大トルク：43 (or 44) Nm at 3,500 rpm
- 搭載車種
  - ミニカ／ミニカエコノ（H11A／11V）(02.1984-01.1987)
  - ミニキャブ（U11T／11V、U12T／12V）(1984-1987)
  - マツダ・ポーターキャブ(1985-1989)

#### G23BT（インタークーラーターボ)
1984年2月、5代目ミニカのデビューと同時に登場。空冷式インタークーラーを搭載し、42馬力を発揮した。
- 最大出力：29 kW (39 PS) at 5,500 rpm
- 最大トルク：54 Nm(5.5kg.m) at 3,500 rpm
- 搭載車種：ミニカ／ミニカエコノ(02.1984-01.1987)

### 2G24
海外輸出専用エンジン。タイミングチェーン仕様である。
- 生産期間：1982年8月～1983年12月
- 排気量：0.64L(644cc)
- シリンダー数：2
- ボア×ストローク：76.0 x 71.0 mm
- 最大出力：
- 最大トルク：
- 搭載車種：1983 Mitsubishi Minicab 700（L016P／PV）

### 2G25
海外輸出専用エンジン。タイミングベルト仕様である。
- 生産期間：1984年1月～1988年11月
- 排気量：0.80L(783cc)
- シリンダー数：2
- ボア×ストローク：78.0 x 72.0 mm
- 最大出力：
- 最大トルク：
- 搭載車種
  - 1984  Mitsubishi Towny(ミニカ台湾仕様)
  - 1984  Mitsubishi Minicab 800（U13T／13V）
  - 1985  Mitsubishi Jetstar（U13T／13V）